# Lavant (Tyrolsko)
Lavant je obec v Rakousku ve spolkové zemi Tyrolsko v okrese Lienz.
Žije zde 303 obyvatel (stav 1. 1. 2016).